# Jef Dervaes
Jef Dervaes (Wetteren, Flandes Oriental, 27 d'octubre de 1906 - Deurne, 12 d'abril de 1986) va ser un ciclista belga que va córrer entre 1924 i 1936.
En el seu palmarès destaca, entre d'altres, el Campionat de Bèlgica de 1928 i el Tour de Flandes de 1929.

## Palmarès
- 1924
  - 1r a l'Anvers-Menin
- 1926
  - 1r al Grote Scheldeprijs
  - Vencedor d'una etapa al Critèrium dels Aiglons
- 1928
  -  Campió de Bèlgica en ruta
  - 1r a les Tres Viles Germanes
  - 1r a la Brussel·les-París
  - 1r al Grote Scheldeprijs
- 1929
  - 1r al Tour de Flandes
  - 1r a les Tres Viles Germanes
  - 1r al Gran Premi d'Hoboken
- 1930
  - 1r al Gran Premi d'Hoboken
- 1931
  - 1r a la París-Lilla
  - 1r al Gran Premi d'Hoboken